# Bromargyrite
La bromargyrite est une espèce minérale composée de bromure d’argent, de formule AgBr, avec des traces de chlore et d’iode.

## Historique de la description et appellations

### Inventeur et étymologie
La bromargyrite fut décrite par Johann August Friedrich Breithaupt en 1859. Son nom est inspiré de sa composition chimique, le brome et l'argent.

### Topotype
San Onofre, Plateros, Zacatecas, Mexique.

### Synonymes
Il existe pour cette espèce de nombreux synonymes :
- bromite ;
- bromure d'argent ;
- bromyrite, James Dwight Dana (1854) ;
- chorobromite[5].

## Caractéristiques physico-chimiques

### Critères de détermination
La bromargyrite se présente sous forme de cristaux cubiques ou octaédraux, de couleur noir verdâtre, brun olive ou jaunâtre. Elle est transparente ou translucide, son éclat est adamantin à cireux. Son trait est gris ; sa fracture est sub-conchoïdale.
C'est un minéral très tendre : sa dureté sur l'échelle de Mohs est entre 1,5 et 2, ce qui le situe entre le talc et le gypse.

### Cristallochimie
La bromargyrite forme une série isomorphe avec la chlorargyrite : la série de l'embolite. Cette série constitue le groupe 9.01.04 selon la classification de Dana : il s'agit d'halogénures (9) de formule chimique générale AX (9.01). Selon la classification de Strunz, la bromargyrite appartient au groupe 3.AA.15 des halogénures (III) simples non hydratés (3.A) de formule chimique MaXb où le rapport a:b peut prendre les valeurs 1:1, 2:3, 3:5, etc. (3.AA). Ces deux groupes contiennent les mêmes minéraux.
| Minéral       | Formule    | Groupe ponctuel | Groupe d'espace |
| ------------- | ---------- | --------------- | --------------- |
| Bromargyrite  | AgBr       | m3m             | Fm3m            |
| Chlorargyrite | AgCl       | m3m             | Fm3m            |
| Embolite      | Ag(Br, Cl) | m3m             | Fm3m            |

### Cristallographie

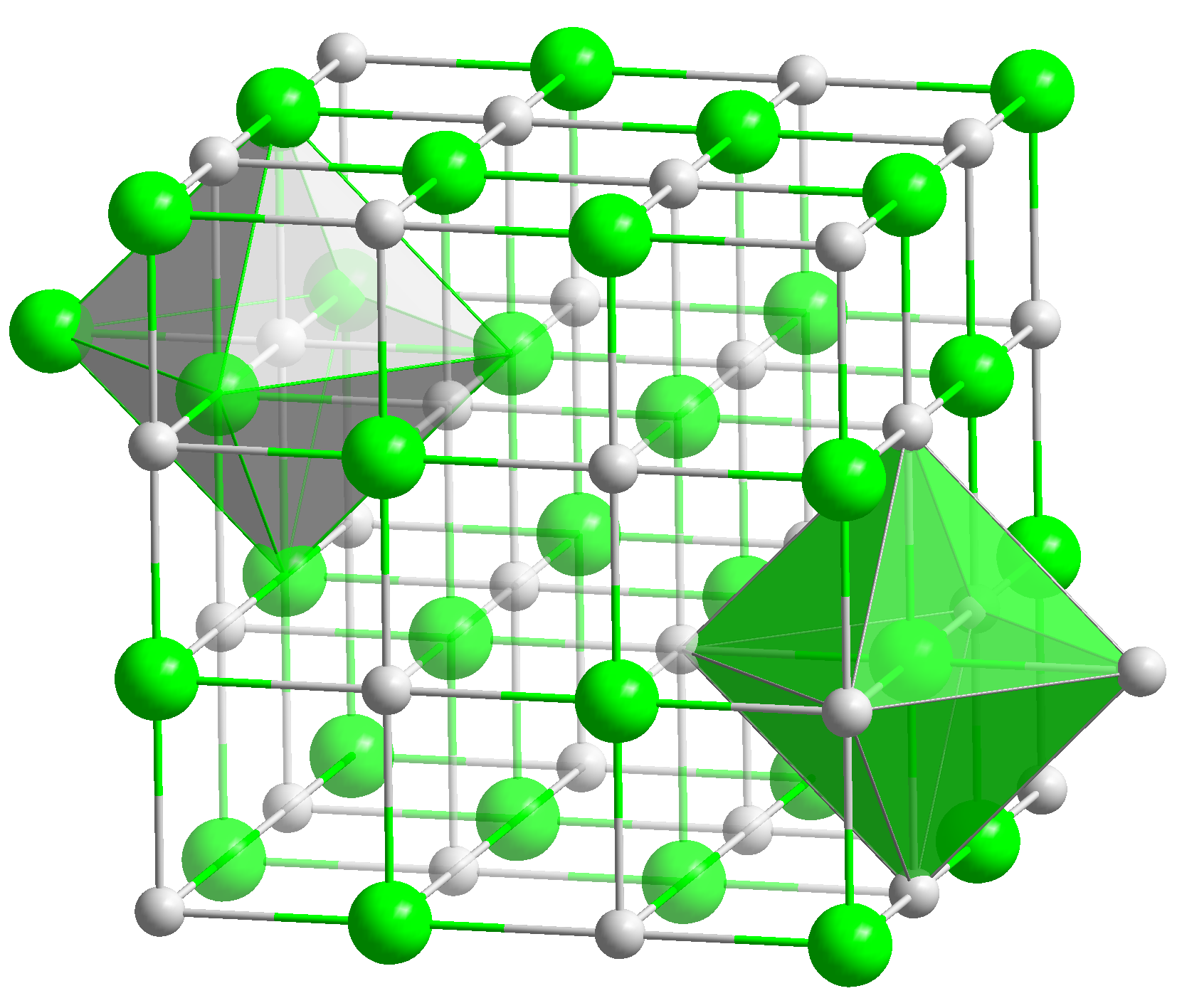
Structure de la bromargyrite.

La bromargyrite cristallise dans le système cristallin cubique, de groupe d'espace Fm3m (Z = 4 unités formulaires par maille), avec une structure de type NaCl. Son paramètre de maille est {\displaystyle a} = 5,774 5 Å (volume de la maille V = 192,55 Å3), sa masse volumique calculée 6,48 g/cm3.
Les atomes d'argent sont en coordination octaédrique de brome ; les atomes de brome sont en coordination octaédrique d'argent. La longueur de liaison Ag-Br est de 2,887 Å.
Sous l'effet de la pression, la bromargyrite subit une transition de phase structurelle : à 7,9 GPa, elle devient monoclinique, de groupe d'espace P21/m (Z = 2) avec les paramètres de maille {\displaystyle a} = 3,787 Å, {\displaystyle b} = 3,985 Å, {\displaystyle c} = 5,487 Å et β = 97,94° (V = 97,94 Å3, masse volumique calculée = 6,40 g/cm3).

## Gîtes et gisements

### Gîtologie et minéraux associés
La bromargyrite se trouve dans les zones oxydées des dépôts d’argent, tout particulièrement dans les zones arides.

### Gisements producteurs de spécimens remarquables
- En France
  - Mine des Montmins (veine Ste Barbe), Échassières, Ébreuil, Allier[8]
- En Allemagne
  - Mine Clara, vallée de Rankach, Oberwolfach, Wolfach, Forêt noire, Bade-Wurtemberg[9]
  - Mine Auberg, Ehrenfriedersdorf, Erzgebirge, Saxe
- Dans le monde
  - De très nombreux gisements aux États-Unis et au Mexique